# Gołąb (powiat puławski)
Gołąb – wieś w Polsce położona w województwie lubelskim, w powiecie puławskim, w gminie Puławy. Leży nad Wisłą między Puławami a Dęblinem.
Na terenie wsi utworzono dwa sołectwa: Gołąb A i Gołąb B. Według Narodowego Spisu Powszechnego z roku 2011 wieś liczyła 2227 mieszkańców.

## Położenie
Leży na prawym brzegu Wisły, u dawnej przeprawy przez tę rzekę, ok. 12 km na północ od Puław. Zabudowania rozłożyły się na płaskiej terasie nadzalewowej, pociętej starorzeczami Wisły.
W latach 1954–1972 wieś należała i była siedzibą władz gromady Gołąb. W latach 1975–1998 miejscowość należała administracyjnie do tzw. „małego” województwa lubelskiego.

## Historia
- XII wiek – pierwsza historyczna wzmianka o Gołębiu
- 1621 – majątek ziemski Gołąb należał do Jerzego Ossolińskiego
- 1628–1636 – zbudowano kościół parafialny
- 1638 – 5 września biskup Tomasz Oborski dokonał poświęcenia kościoła
- 1634–1642 – zbudowano kaplicę loretańską
- 1656 – 19 lutego miała miejsce bitwa w rejonie Gołębia którą stoczyły wojska polskie dowodzone przez Stefana Czarnieckiego z wojskami szwedzkimi[10]
- 1672 – 16 października w miejscowości miała miejsce tzw. konfederacja gołąbska. W dokumentach z tego okresu wzmiankowany jest drewniany dwór znajdujący się we wsi
- 1784 – majątek ziemski Gołąb w powiecie lubelskim województwa lubelskiego[11] należał do Stanisława Kostki Krajewskiego[12]
- 1792 – w okolicy miejscowości przeprowadzono pierwsze manewry wojsk polskich
- 1831 – 28 maja w czasie potyczki pod Gołębiem dwa szwadrony jazdy sandomierskiej rozbiły dwa szwadrony dragonów rosyjskich[13]
- 1864 – 2 marca na mocy dekretu o uwłaszczeniu włościan wydanego przez cara Aleksandra II Romanowa wieś (ziemia i budynki) stała się własnością mieszkańców (rolników) Gołębia.
- 1901 – we wsi urodził się Władysław Stańczak, ksiądz i kapelan Narodowych Sił Zbrojnych
- 1920 – z rejonu Gołębia Wojsko Polskie przeprowadziło kontrofensywą przeciwko wojskom Armii Czerwonej
- 1939 – 2 września Niemcy zbombardowali lotnisko w Gołębiu oraz pobliskie jezioro Nury. Kilkanaście kobiet, które prały odzież i pościel w jeziorze, poniosło śmierć[14]. Według historyka Zygmunta Mańkowskiego w czasie nalotu niemieccy lotnicy zabili 13 kobiet[15].
- 1944 – w nocy z 12 na 13 maja w rejonie Gołębia żołnierze Batalionów Chłopskich zaatakowali niemiecki pociąg urlopowy oraz wysadzili niemiecki pociąg amunicyjny
- 1975–1998 – miejscowość należała administracyjnie do województwa lubelskiego

## Zabytki i atrakcje turystyczne
- Kościół Wniebowzięcia Najświętszej Marii Panny, św. Floriana i św. Katarzyny w Gołębiu w stylu manierystycznym,
- domek loretański – kopia kaplicy z Loreto
- figura Jana Nepomucena,
- las Bonowski – tereny dawnej wsi Bonów wysiedlonej w 1936 pod budowę poligonu szkoły lotniczej w Dęblinie.
- Muzeum Nietypowych Rowerów[16].
- stacja kolejowa z budynkiem drewnianym,
- Szlak Renesansu Lubelskiego
- rezerwat biocenotyczny Piskory, rezerwat faunistyczny Czapliniec koło Gołębia oraz jezioro Nury

## Oświata
- Szkoła Podstawowa im. Stefana Czarnieckiego[17].